# Список умерших в 1798 году
В этой статье представлен список известных людей, умерших в 1798 году.
См. также: Категория:Умершие в 1798 году

## Январь
- 18 января — Михаил Коссаковский, государственный деятель Великого княжества Литовского, писарь скарбовый литовский.

## Июль
- 2 июля — Джон Фитч, американский изобретатель, часовщик, предприниматель и инженер. Известен как создатель первого парохода в Соединенных Штатах.

## Сентябрь
- 18 сентября — Георг Андреас Вилль, немецкий историк, философ. писатель и педагог. Профессор (1755), доктор философии.

## Декабрь
- 18 декабря — Фридрих Карл фон Мозер-Фильзек, немецкий писатель, публицист, политик.